# Crooks (Dakota Południowa)
Crooks – miasto w Stanach Zjednoczonych, w stanie Dakota Południowa, w hrabstwie Minnehaha.